# Maçanet de la Selva
Maçanet de la Selva è un comune spagnolo di 4 010 abitanti situato nella comunità autonoma della Catalogna.

## Storia
Lo stemma è stato concesso con decreto della Generalitat de Catalunya del 12 maggio 1983.